# Jakobitizmus
A jakobitizmus politikai ideológia volt, amely a katolikus Stuart-ház visszaállítását szorgalmazta a brit trónra. A Stuart-ház híveinek jakobita megnevezése a latin „Jacobus“ szóból ered, II. Jakab angol és skót király latin neve.

## Története

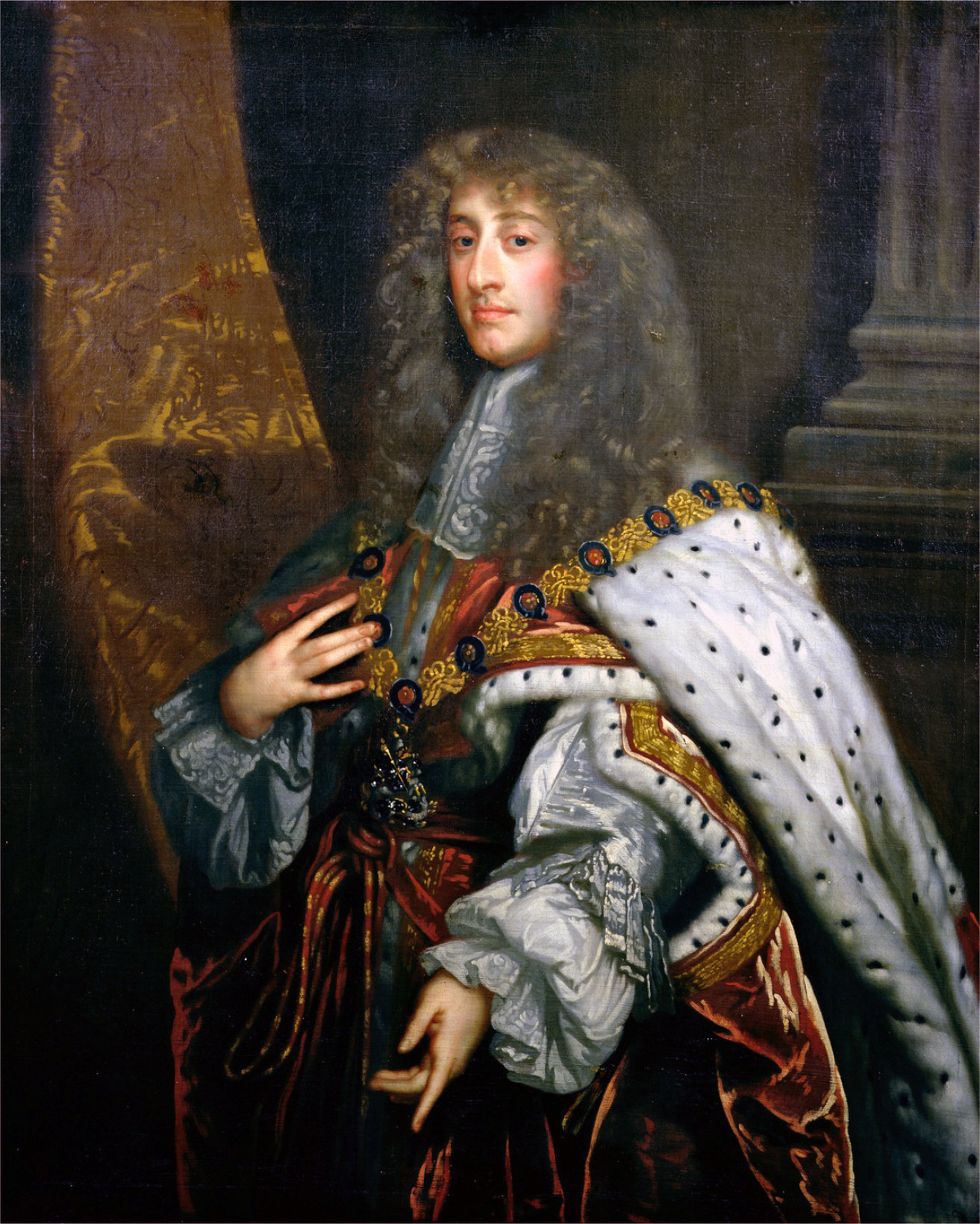
II. Jakab portréja a Térdszalagrenddel

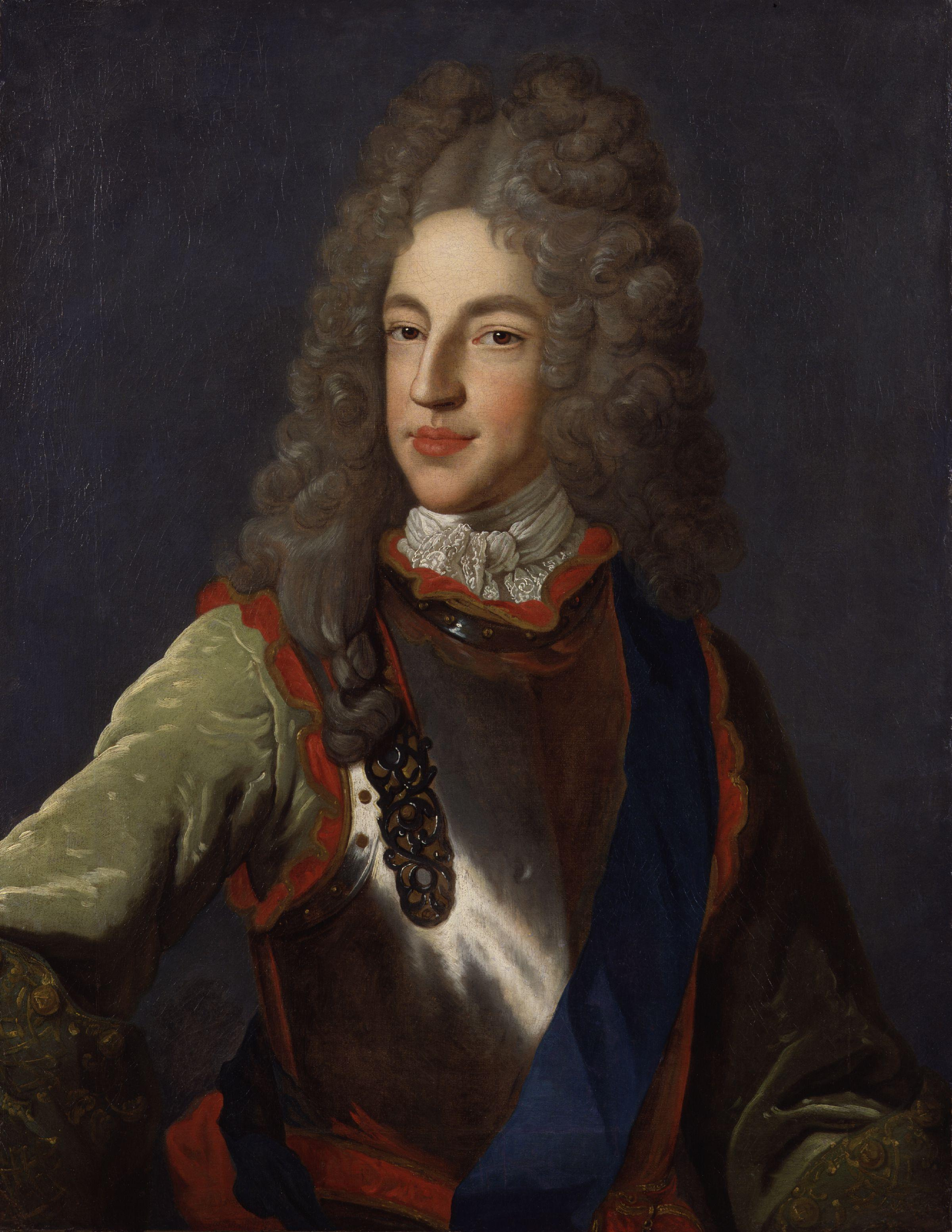
James Francis Edward Stuart walesi herceg. Később az Öreg trónkövetelő

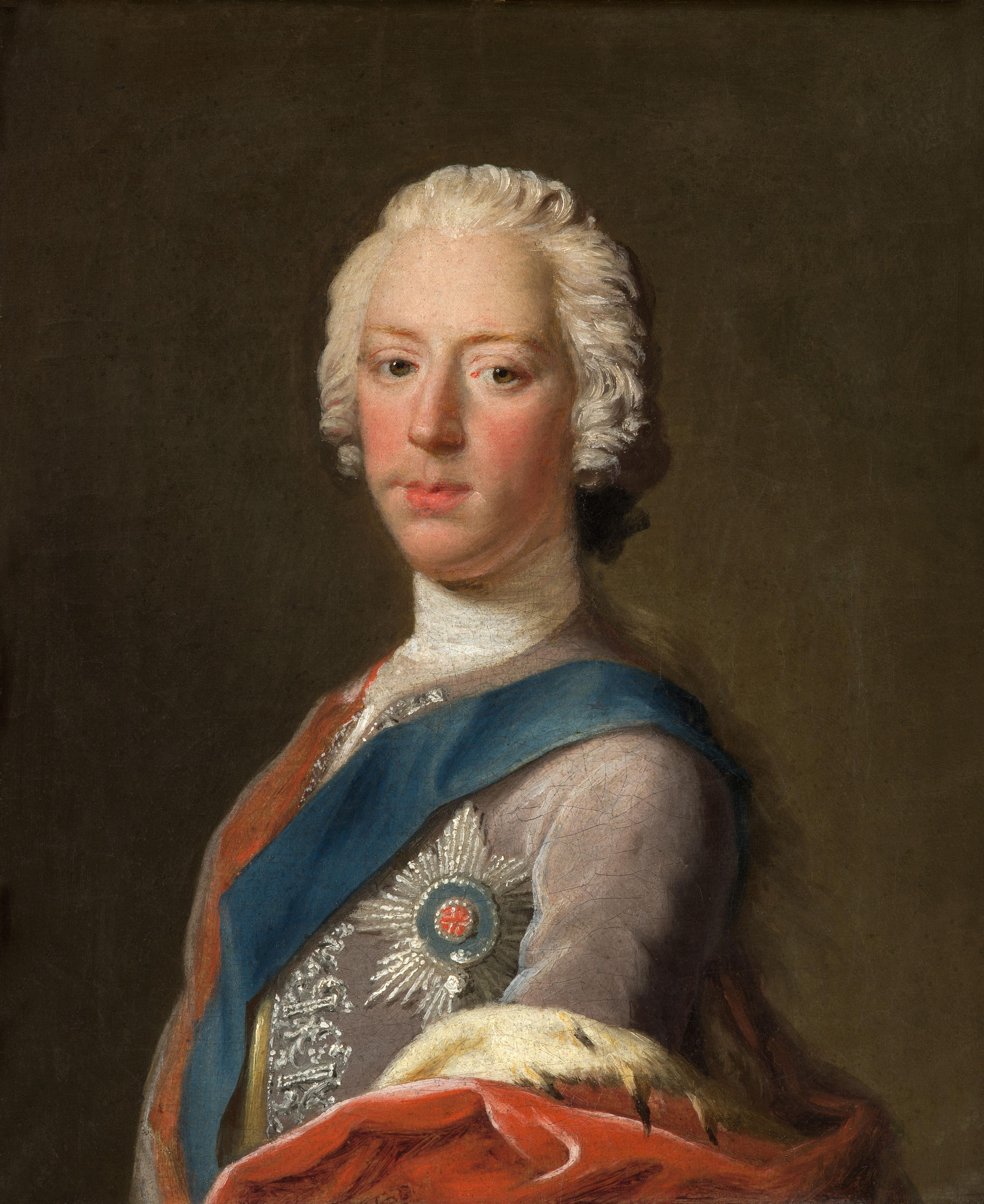
Charles Edward Stuart herceg. Az ifjú trónkövetelő, a kedves Károly herceg

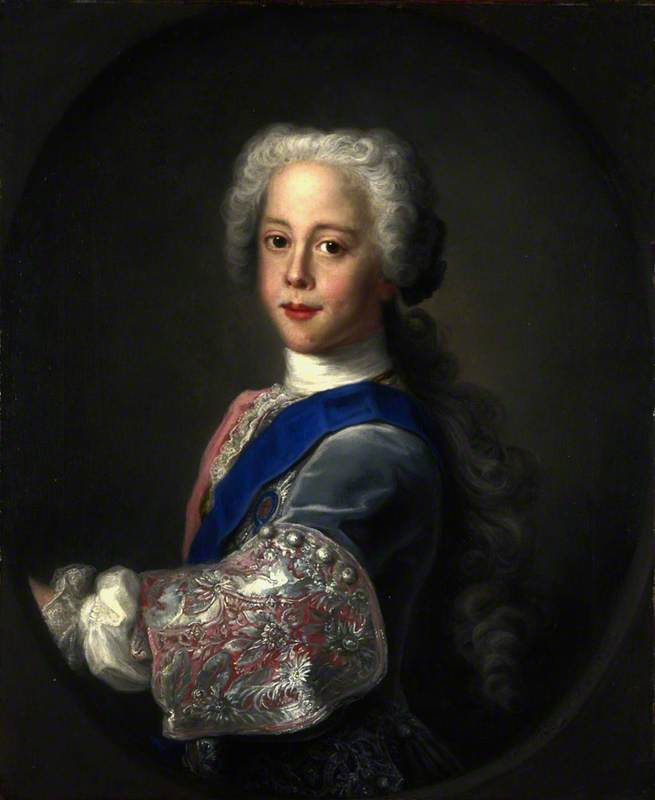
Henry Benedict Clement Stuart herceg, bíboros

Miután II. Jakab angol király a dicsőséges forradalom (1688. november) után száműzetésbe vonult, az angol parlament kimondta, hogy „elhagyta“ az angol trónt, amelyet protestáns lánya, II. Mária, és annak férje, III. Vilmos kapott meg. Ugyanezen az alapon a skót konvenció 1689 áprilisában Skócia trónját is Máriának és Vilmosnak ítélte.
A forradalom bevezette azt az elvet, hogy a monarchia és a nép között szerződés áll fenn, és ha ezt megsértik, a monarcha eltávolítható. A jakobitizmus egyik alapvető tétele az volt, hogy a királyokat Isten nevezte ki, így az 1688 utáni rendszer illegitimnek számított. Ugyanakkor a jakobitizmus a népi elégedetlenség kifejezésére is szolgált, így egy összetett eszmerendszer volt, amelyet sok esetben maguk a Stuartok sem támogattak teljesen. Az 1707-es uniós törvényekkel és az isteni joggal kapcsolatos konfliktusok Charles Edward Stuart (1720–1788) és a skót jakobiták között súlyosan hozzájárultak az 1745-ös felkelés sikertelenségéhez.
A jakobitizmus legerősebb Írországban, a nyugati Felföldön, Perthshire-ben és Aberdeenshire-ben volt. Ezen kívül kisebb támogató csoportok léteztek Walesben, Észak-Angliában, a West Midlands területén és Délnyugat-Angliában – ezek mind a királypárti ügyek erős bázisai voltak a három királyság háborúi idején. Emellett a Stuartok időnként külső támogatást kaptak külföldről, például Franciaországtól, bár ezeket a támogatásokat általában a támogató ország saját stratégiai céljai határozták meg.
Az 1689–1691-es ír Williamita háború és az 1689-es jakobita felkelés mellett komoly lázadások zajlottak 1715-ben, 1719-ben és 1745-ben. Franciaország inváziós kísérletek történtek 1708-ban és 1744-ben, valamint számos sikertelen összeesküvés is volt. Bár az 1745-ös felkelés rövid ideig fenyegette a Hannover-ház monarchiáját, az 1746-os vereség után a jakobitizmus mint komoly politikai mozgalom gyakorlatilag megszűnt.

## James Francis Edward Stuart – Old Pretender
James Francis Edward Stuart (1688. június 10. – 1766. január 1.), akit gyakran „Old Pretender“ (Öreg Trónkövetelő) néven emlegetnek, II. Jakab angol és VII. Jakab skót király és második felesége, Maria Beatrice d’Este egyetlen túlélő fiúgyermeke. Születésekor a brit trón örököse volt, azonban apját 1688-ban a Dicsőséges forradalom során elmozdították a trónról. Ennek következtében James élete a száműzetésben telt, és a Stuart-dinasztia restaurálásának szimbolikus alakja lett.
Születése hatalmas politikai vihart kavart. Mint a katolikus II. Jakab törvényes örököse, születésekor sok protestáns úgy vélte, hogy az angol trónon tartós katolikus uralkodóvonal kezdődhet. Ez hozzájárult apja elmozdításához, aki helyére leányát, II. Máriát és férjét, III. Vilmost helyezték. 1688-ban James mindössze néhány hónaposan apjával együtt Franciaországba menekült, ahol XIV. Lajos francia király támogatását élvezte.
Apja halála után, 1701-ben James a Stuart-ház száműzött fejeként „III. Jakab angol király“ és „VIII. Jakab skót király“ címet vette fel. Számos európai katolikus uralkodó elismerte trónkövetelését, azonban Nagy-Britanniában törvénytelennek nyilvánították. 1708-ban kísérletet tett a trón visszaszerzésére, amikor egy francia flotta támogatásával megpróbált partra szállni Skóciában, de ez a vállalkozás kudarcot vallott. A brit parlament 1701-ben elfogadott Trónöröklési törvénye (Act of Settlement) értelmében kizárta a Stuartokat a trónöröklésből, biztosítva, hogy csak protestáns uralkodók kerülhessenek a trónra.
John Erskine, Mar 6. grófja vezetésével 1715-ben újabb felkelés tört ki Skóciában. James személyesen is megjelent a felkelés során, és decemberben partra szállt Skóciában. A jakobiták kezdeti sikereket értek el, de végül vereséget szenvedtek, és James kénytelen volt visszatérni Franciaországba.
A jakobita mozgalom központi alakjaként James továbbra is európai udvarokban keresett támogatást a Stuart-dinasztia restaurálására. 1719-ben Spanyolország támogatásával kisebb inváziós kísérletet hajtottak végre, de ez szintén kudarcba fulladt. James feleségül vette Maria Clementina Sobieskát, II. János Kázmér lengyel király unokáját. Két fia született: Charles Edward Stuart (Bonnie Prince Charlie) és Henry Benedict Stuart. Idősebb fia, Charles vezette az 1745-ös jakobita felkelést, amely végleg megpecsételte a Stuartok sorsát.
James élete utolsó évtizedeit Rómában töltötte, ahol az egyház és a pápai udvar nagylelkűségéből élt. 1766. január 1-jén halt meg, és a római Szent Péter-bazilikában temették el. Bár élete nagy részét a trón visszaszerzéséért vívott harc töltötte ki, végül csak a száműzetésben ismerték el őt „Öreg Trónkövetelőként“. James Francis Edward Stuart a Stuart-ház utolsó jelentős száműzött vezetője volt, akinek élete és küzdelmei évszázadokra meghatározták a jakobitizmus történetét. Bár politikai ambíciói sosem valósultak meg, a jakobita mozgalom történetének kulcsfontosságú alakja maradt.

## Charles Edward Stuart – Bonnie Prince Charlie
Charles Edward Stuart (1720. december 31. – 1788. január 31.), ismertebb nevén Bonnie Prince Charlie (kedves Károly Herceg) vagy Young Pretender (a Fiatal Trónkövetelő), II. Jakab angol király dédunokája, az utolsó jelentős Stuart-trónkövetelő. Apja és anyja révén katolikus örökséget képviselt, ami meghatározta életét és politikai törekvéseit. Charles Edward Stuart Rómában született, ahol családja száműzetésben élt. A Stuart-dinasztia restaurációjára nevelték, és gyermekkorától kezdve szimbolikus alakja lett a jakobita mozgalomnak. Katonai képzését fiatalon kezdte, és hamar megtanulta, hogyan mozgósítsa követőit a családja visszahelyezéséért a brit trónra.
1745-ben, 25 évesen érkezett Skóciába, hogy vezesse a jakobita restauráció érdekében indított felkelést. Prestonpans (1745. szeptember 21.) és Battle of Falkirk Muir (1746. január 17.) csatáinál győzelmet aratott, sőt seregével egészen Derbyig nyomult Angliában. Azonban a várva várt francia támogatás elmaradt, és a jakobita sereg kénytelen volt visszavonulni Skóciába.  1746-ban, a Cullodeni csatában, az utolsó jakobita felkelés döntő vereséget szenvedett. Charles Edward kénytelen volt menekülni, és végül Skócia nyugati szigetein bujkált, mielőtt Franciaországba visszatért volna. A romantikus történetek, amelyek a menekülése köré szövődtek, legendássá tették alakját a jakobita hívek körében.
A Culloden után Charles Edward Stuart elvesztette korábbi támogatói nagy részét. Franciaországban élt, de az udvar később elhidegült tőle, így száműzetése magányosabbá vált. Házasságot kötött Louise von Stolberg-Gedernnel, de kapcsolatuk gyermek nélkül maradt, és végül megromlott. Élete végén Firenzében telepedett le, és 1788. január 31-én halt meg. Charles Edward Stuart neve a jakobita mozgalom szimbólumává vált. Bár politikai törekvései kudarcot vallottak, Bonnie Prince Charlie romantikus legendája fennmaradt, különösen a skót kultúrában. Története inspirációt nyújtott számos irodalmi mű, ballada és történelmi regény számára, például Walter Scott: Waverley, Robert Louis Stevenson: "Kidnapped" (Elrabolva) vagy az Outlander – Az idegen sorozat). A jakobita mozgalom vele gyakorlatilag véget ért, de emléke a brit történelem egyik meghatározó alakjaként tovább él.

## Henry Benedict Stuart
Henry Benedict Stuart (1725. március 6. – 1807. július 13.), más néven Henrik bíboros herceg, III. Jakab és Maria Clementina Sobieska második fia volt. Ő volt a jakobita trónkövetelők utolsó férfi leszármazottja, aki I. Henrik néven tartotta magát Anglia, Skócia és Írország királyának a jakobita hagyomány szerint.
Henry papi pályát választott, és 1747-ben XII. Benedek pápa bíborossá nevezte ki. Püspöki szolgálatát Frascati püspökeként kezdte, majd több más egyházi tisztséget is betöltött, például a Szent Péter-bazilika főpapja lett. Az 1766-ban elhunyt apja, majd bátyja, III. Károly, halála után (1788) lett a jakobiták névleges királya, bár tényleges trónigényéről lemondott.
Élete végén jelentős anyagi nehézségekkel küzdött, de IV. György brit király támogatásával rendezte adósságait. Rómában halt meg, és a Szent Péter-bazilikában temették el, az Stuart-ház angol ágának utolsó tagjaként.

## Uralkodók és trónkövetelők családfája
- I. Jakab angol király (1566-1625) ∞ Anna királyné (1574-1619)
  - Stuart Erzsébet (1596-1662) ∞ V. Frigyes (1596-1632)
    - Zsófia (1630-1714) ∞ Ernő Ágost (1629-1698)
      -  I. György brit király (1660-1727) ∞ Zsófia hercegnő (1666-1726)
        -  II. György brit király (1683-1760) ∞ Ansbachi Karolina (1683-1727)
          - Frigyes walesi herceg (1707-1751) ∞ Szász-Gothai Auguszta (1683-1727)
            -  III. György brit király (1738-1820) ∞ Sarolta hercegnő (1744-1818)
              -  IV. György brit király (1762-1830)
              -  IV. Vilmos brit király (1765-1837)
              - Eduárd kenti és strathearni herceg (1767-1820) ∞ Viktória szász–coburg–saalfeldi hercegnő (1786-1861)
                -  Viktória brit királynő (1819-1901) ∞ Albert szász–coburg–gothai herceg (1819-1861)
                  -  VII. Eduárd brit király (1841-1910) ∞ Dániai Alexandra (1844-1925)
                    -  V. György brit király (1865-1936) ∞ Teck Mária (1867-1953)
                      -  VIII. Eduárd brit király (1894-1972)
                      -  VI. György brit király (1895-1952) ∞ Erzsébet (1900-2002)
                        -  II. Erzsébet brit királynő (1926-2022) ∞ Fülöp edinburgh-i herceg (1947-2021)
                          -  III. Károly brit király (1948-)

  -  I. Károly angol király (1566-1625) ∞ Bourbon Henrietta hercegnő (1609-1669)
    -  II. Károly angol király (1630-1685)
    - Stuart Mária (1631-1660) ∞ II. Vilmos orániai herceg (1626-1650)
      -  III. Vilmos angol király (1650-1702) ∞ II. Mária angol királynő (1662-1694) ♠

    -  II. Jakab angol király (1633-1701) ∞ Hyde Anna¹ (1637-1671), Modenai Mária² (1658-1718)
      -  ¹II. Mária angol királynő (1662-1694) ∞ III. Vilmos angol király (1650-1702) ♠
      -  ¹Anna brit királynő (1665-1714)
      - ²James Francis Edward Stuart (1688-1766) ∞ Maria Sobieska (1702-1735)
        - Charles Edward Stuart (1720-1788)
        - Henry Benedict Stuart (1725-1807)

    - Stuart Henrietta Anna (1644-1670) ∞ Fülöp orléans-i herceg (1640–1701)
      - Anna Mária orléans-i hercegnő (1669-1728) ∞ II. Viktor Amadé szárd–piemonti király (1666-1732)
        - III. Károly Emánuel szárd–piemonti király (1701-1773) ∞ ²Hessen-Rheinfels-i Polixénia Krisztina (1706-1735)
          - III. Viktor Amadé szárd–piemonti király (1726-1796) (∞ Mária Antonietta spanyol infánsnő (1725-1785)
            - IV. Károly Emánuel szárd–piemonti király (1751-1819)
            - I. Viktor Emánuel szárd–piemonti király (1759-1824) ∞ Habsburg–Estei Mária Terézia Johanna főhercegnő (1773-1832)
              - Savoyai Mária Beatrix (1792-1840) ∞ IV. Ferenc modenai herceg (1779-1832)
                - V. Ferenc modenai herceg (1819-1875)
                - Habsburg–Estei Ferdinánd Károly Viktor főherceg (1821-1849) ∞ Habsburg–Lotaringiai Erzsébet Franciska főhercegnő (1831-1903)
                  - Habsburg–Estei Mária Terézia főhercegnő (1849-1919) ∞ III. Lajos bajor király (1845-1921)
                    - Rupprecht bajor koronaherceg (1869-1955) ∞ ¹Marie Gabrielle hercegnő (1878-1912)
                      - ¹Albrecht bajor herceg (1905-1996) ∞ Maria Draskovich of Trakostjan grófnő (1904-1969)
                        - Franz bajor herceg (1933-)

## Fordítás
- Ez a szócikk részben vagy egészben  a   Jacobitism  című angol Wikipédia-szócikk ezen változatának fordításán alapul.  Az eredeti cikk szerkesztőit annak laptörténete sorolja fel. Ez a jelzés csupán a megfogalmazás eredetét és a szerzői jogokat jelzi, nem szolgál a cikkben szereplő információk forrásmegjelöléseként.
- Ez a szócikk részben vagy egészben  a   James_Francis_Edward_Stuart  című angol Wikipédia-szócikk ezen változatának fordításán alapul.  Az eredeti cikk szerkesztőit annak laptörténete sorolja fel. Ez a jelzés csupán a megfogalmazás eredetét és a szerzői jogokat jelzi, nem szolgál a cikkben szereplő információk forrásmegjelöléseként.
- Ez a szócikk részben vagy egészben  a   Charles_Edward_Stuart  című angol Wikipédia-szócikk ezen változatának fordításán alapul.  Az eredeti cikk szerkesztőit annak laptörténete sorolja fel. Ez a jelzés csupán a megfogalmazás eredetét és a szerzői jogokat jelzi, nem szolgál a cikkben szereplő információk forrásmegjelöléseként.
- Ez a szócikk részben vagy egészben  a   Henry_Benedict_Stuart  című angol Wikipédia-szócikk ezen változatának fordításán alapul.  Az eredeti cikk szerkesztőit annak laptörténete sorolja fel. Ez a jelzés csupán a megfogalmazás eredetét és a szerzői jogokat jelzi, nem szolgál a cikkben szereplő információk forrásmegjelöléseként.